# José Arias Paredes
José Antonio Arias Paredes (ur. 27 grudnia 1984) – dominikański zapaśnik walczący w stylu klasycznym. Zajął siódme miejsce na mistrzostwach świata w 2009. Zdobył brązowy medal na igrzyskach panamerykańskich w 2011; piąty w 2019. Osiem medali mistrzostw panamerykańskich, srebrny medalista w 2010 i 2011. Trzykrotnie na podium igrzysk Ameryki Środkowej i Karaibów, złoto w 2006. Mistrz Ameryki Południowej w 2014 i drugi w 2012. Mistrz igrzysk boliwaryjskich w 2017 roku.